# Chiến dịch tấn công Rzhev-Vyazma (1943)
Chiến dịch tấn công Rzhev-Vyazma lần thứ hai là một chiến dịch quân sự do Hồng quân Liên Xô tổ chức nhằm vào quân đội Đức Quốc xã từ ngày 2 tháng 3 đến 31 tháng 3 năm 1943. Lực lượng tham chiến của quân đội Liên Xô là các Phương diện quân Kalinin và Phương diện quân Tây với nhiệm vụ quét sạch quân Đức khỏi "chỗ lồi" Rzhev-Vyazma mà quân Đức đã đánh chiếm ở đây từ hồi năm 1941. Trong thời gian này, quân Đức cũng bắt đầu cuộc triệt thoái khỏi chỗ lồi Rzhev.
Chỗ lồi Rzhev-Vyazma "tọa lạc" ở khu vực phía Tây của mặt trận Xô-Đức và trong một thời gian dài tạo ra mối nguy hiểm đe dọa thủ đô Moskva của Liên Xô. Tại chỗ lồi sâu 160 cây số và dài 200 cây số này, tập trung tới 2 phần 3 binh lực của Cụm Tập đoàn quân Trung tâm. Điều này khiến nó cũng trở thành một nơi tập trung binh lực rất lớn của quân đội Liên Xô với 12 tập đoàn quân và 2 tập đoàn quân không quân của các Phương diện quân Kalinin, Tây và một phần Phương diện quân Bryansk. Trong suốt năm 1942, đây là nơi xảy ra nhiều chiến dịch và trận đánh đẫm máu giữa quân đội Liên Xô và quân phát xít Đức với tổn thất hết sức nặng nề cho cả hai bên - điều này đã khiến khu vực này mang biệt hiệu "Cối xay thịt Rzhev". Mặc dù đã nhiều lần tấn công quyết liệt và chịu nhiều thương vong nhưng về cơ bản quân đội Liên Xô vẫn chưa trục được quân Đức khỏi khu bàn đạp lợi hại này.

## Bối cảnh và tình huống mặt trận
Ngày 2 tháng 2 năm 1943, Tập đoàn quân 6 và một phần Tập đoàn xe tăng 4 (Đức) bị tiêu diệt và bắt là tù binh trong trận đánh cuối cùng của Chiến dịch Stalingrad. Ngày 30 tháng 1 năm 1943, Phương diện quân Leningrad và Phương diện quân Volkhov (Liên Xô) phối hợp tác chiến đập tan cái "cổ chai" Shlisselburg, phá vỡ vòng phong tỏa Leningrad. Trong tháng 1, tháng 2 năm 1942, các "bản sao của Stalingrad" đã diễn ra tại Ostrogozhsk-Rossosh và Voronezh-Kastornoye ở phía Nam; tại Velikiye Luki ở phía Bắc đã đặt quân Đức vào tình thế hầu như không còn lực lượng dự bị tại các chiến trường trọng yếu. Cụm tập đoàn quân Trung tâm (Đức) cũng bị thiệt hại đáng kể sau hơn một năm bám giữ chỗ lồi Rzhev - Vyazma.
Quân đội Liên Xô tuy chưa xóa bỏ được bàn đạp Rzhev - Vyazma của quân Đức nhưng cũng lấn thêm được một số vị trí tại phía Tây và phía Bắc Rzhev và giữ được chỗ lồi Sukhinichi. Chiến tranh du kích phát triển mạnh trong các khu tam giác chiến lược Smolensk - Rzhev - Yartsevo và Smolensk - Vyazma - Spas-Demensk đã gây nhiều tổn thất về người và vật chất cho Cụm tập đoàn quân Trung tâm (Đức) ngay tại hậu tuyến của nó. Quân đội Liên Xô vẫn duy trì tại mặt trận phía Tây Moskva hai phương diện quân mạnh với từ 10 đến 12 tập đoàn quân (tùy theo tình hình chiến sự). Thế chủ động chiến lược trên chiến trường đã chuyển sang tay quân đội Liên Xô.
Tháng 3 năm 1943, Adolf Hitler lệnh cho Bộ Tổng tham mưu quân đội Đức Quốc xã chuẩn bị kế hoạch tấn công trong mùa hè nhằm giành lại quyền chủ động chiến lược. Kế hoạch Thành Trì được thai nghén. Tuy nhiên, để đảm bảo tấn công thắng lợi trên hướng Kursk, Tổng hành dinh quân đội Đức Quốc xã ở mặt trận phía Đông cần đến một khối lượng binh lực và phương tiện rất lớn, lên đến vài chục sư đoàn. Trong khi tại thời điểm đó, quân Đức vẫn chưa thể phục hồi sau thất bại Stalingrad. Số quân mới động viên từ những công dân Đức sinh trước năm 1926 còn quá mới mẻ. Cần có những người lính, những sĩ quan, những đơn vị đã dày dạn trận mạc. Giải pháp tối ưu đối với quân đội Đức Quốc xã là rút quân khỏi các mặt trận xa, những chỗ lồi để có thể dành ra một số lực lượng dự bị đủ mạnh.

## Binh lực và kế hoạch

### Quân đội Liên Xô
Đầu năm 1943, Bộ Tổng tư lệnh Tối cao Liên Xô bắt đầu lập kế hoạch giải quyết một lần và vĩnh viễn vấn đề Rzhev. Lưc lượng tham gia gồm cánh trái của Phương diện quân Kalinin (bao gồm các Tập đoàn quân số 22, 39, 41, 43 và Tập đoàn quân không quân số 3) và Phương diện quân Tây (Tập đoàn quân số 5, 10, 20, 31, 33, 49, 50 và Tập đoàn quân không quân số 1). Ngày 6 tháng 2 năm 1943, tư lệnh Phương diện quân Kalinin, tướng M. A. Pukaryev và tư lệnh Phương diện quân Tây, tướng V. D. Sokolovsky nhận chỉ thị từ Bộ Tổng tư lệnh Tối cao về việc chuẩn bị một đợt tấn công mới. Mục tiêu chiến dịch này cũng tương tự như các chiến dịch trước đó: bao vây và tiêu diệt chủ lực của Cụm Tập đoàn quân Trung tâm (Đức).
Chiến dịch được dự định bắt đầu từ ngày 15 tháng 2 năm 1943. Kế hoạch dự kiến sử dụng Phương diện quân Tây, Phương diện quân Bryansk và Phương diện quân Trung tâm mở hai mũi tấn công thọc sâu sang hướng Tây và lên hướng Tây Bắc qua Smolensk và Orsha, đẩy cụm quân Đức tại Rzhev - Vyazma vào thế gần như bị bao vây, tạo ra một "vách ngăn" giữa Cụm tập đoàn quân Trung tâm và Cụm tập đoàn quân Nam (Đức), buộc quân Đức phải đi đường vòng nếu muốn chuyển quân từ cụm Trung tâm sang cụm Nam. Tuy nhiên, sau khi đi kiểm tra mặt trận, I. V. Stalin đồng ý cho lùi thời điểm mở chiến dịch đến ngày 24 tháng 2 do hệ thống đường sắt không đảm bảo vận chuyển người và phương tiện đến mặt trận đúng thời gian.
Tuy nhiên, quân đội Đức Quốc xã cũng đã có kế hoạch rút quân khỏi chỗ lồi Rzhev - Vyazma. Ngày 1 tháng 3, phát hiện quân Đức bắt đầu rút bỏ nhiều chốt tiền tiêu trên khu vực phía bắc Rzhev, phía đông Sychyovka, Gzhatsk, Vyazma và phía Tây Yukhnov, Mosalsk, chủ lực Phương diện quân Tây và cánh trái của Phương diện quân Kalinin (Liên Xô) đã phải vội vã chuyển sang chiến thuật tấn công truy kích mà không kịp điều chỉnh kế hoạch.
Quân đội Liên Xô tham gia chiến dịch gồm có:
- Phương diện quân Kalinin do thượng tướng M. A. Purkayev chỉ huy, sử dụng cánh trái tham gia chiến dịch:
  - Tập đoàn quân 22 của thiếu tướng D. M. Seleznev, biên chế có:
    - Bộ binh: 4 sư đoàn và 1 lữ đoàn
    - Pháo binh: 8 trung đoàn pháo mặt đất và súng cối, 4 trung đoàn pháo phòng không.
    - Thiết giáp: 1 quân đoàn và 1 lữ đoàn cơ giới

  - Tập đoàn quân 39 (thành lập lần thứ hai) của trung tướng A. I. Zygin, biên chế có:
    - Bộ binh: 5 sư đoàn và 4 lữ đoàn.
    - Pháo binh: 12 trung đoàn pháo mặt đất và súng cối, 1 trung đoàn pháo phòng không
    - Thiết giáp: 2 lữ đoàn xe tăng, 1 lữ đoàn cơ giới.

  - Tập đoàn quân 41 của thiếu tướng I. M. Managarov, biên chế có:
    - Bộ binh: 1 quân đoàn và 4 sư đoàn.
    - Pháo binh: 10 trung đoàn pháo và súng cối, 2 trung đoàn pháo phòng không.
    - Thiết giáp: 1 quân đoàn cơ giới và 1 lữ đoàn xe tăng

  - Tập đoàn quân 43 của trung tướng K. D. Golubev, biên chế gồm có:
    - Bộ binh: 5 sư đoàn.
    - Kỵ binh: 1 sư đoàn
    - Pháo binh: 6 trung đoàn pháo binh và súng cối, 2 tiểu đoàn pháo binh độc lập, 2 trung đoàn pháo phòng không.
    - Thiết giáp: 1 lữ đoàn xe tăng.
- Phương diện quân Tây do trung tướng V. D. Sokolovsky chỉ huy. Có 6/10 tập đoàn quân tham gia chiến dịch:
  - Tập đoàn quân 5 của thượng tướng Ya. T. Cherevichenko, biên chế gồm có:
    - Bộ binh: 5 sư đoàn.
    - Pháo binh: 1 sư đoàn và 9 trung đoàn pháo, súng cối; 1 trung đoàn Katyusha; 1 sư đoàn pháo phòng không.
    - Thiết giáp: 1 lữ đoàn và 1 tiểu đoàn xe tăng, 2 tiểu đoàn pháo tự hành.

  - Tập đoàn quân 20 của trung tướng N. E. Berzarin, biên chế gồm có:
    - Bộ binh: 1 quân đoàn và 9 sư đoàn độc lập.
    - Pháo binh: 1 sư đoàn và 14 trung đoàn pháo, súng cối; 1 sư đoàn và 2 trung đoàn pháo phòng không.
    - Thiết giáp: 1 lữ đoàn xe tăng, 3 tiểu đoàn pháo tự hành.

  - Tập đoàn quân 30 của trung tướng V. Ya. Kolpakchi, biên chế gồm có:
    - Bộ binh: 7 sư đoàn và 1 lữ đoàn.
    - Pháo binh: 8 trung đoàn pháo và súng cối, 2 trung đoàn Katyusha, 2 trung đoàn phòng không.
    - Thiết giáp: 3 lữ đoàn xe tăng, 2 trung đoàn pháo tự hành.

  - Tập đoàn quân 31 của thiếu tướng V. S. Polenov, biên chế gồm có:
    - Bộ binh: 8 sư đoàn
    - Pháo binh: 12 trung đoàn pháo và súng cối, 2 trung đoàn pháo phòng không.
    - Thiết giáp: 3 lữ đoàn xe tăng, 1 trung đoàn pháo tự hành, 1 tiểu đoàn xe bọc thép trang bị súng phun lửa.

  - Tập đoàn quân 33 của thượng tướng V. N. Gordov, biên ché gồm có:
    - Bộ binh: 1 quân đoàn và 8 sư đoàn.
    - Pháo binh: 15 trong đoàn pháo và súng cối, 1 trung đoàn pháo phòng không.
    - Thiết giáp: 3 lữ đoàn và 1 tiểu đoàn xe tăng, 1 tiểu đoàn xe bọc thép.

  - Tập đoàn quân 49 của trung tướng I. G. Zakharkin, biên chế gồm có:
    - Bộ binh: 4 sư đoàn.
    - Pháo binh: 4 trung đoàn pháo và súng cối, 1 trung đoàn pháo phòng không.
    - Thiết giáp: 1 tiểu đoàn xe tăng.

  - Tập đoàn quân 50 của trung tướng I. V. Boldin, biên chế gồm có:
    - Bộ binh: 6 sư đoàn
    - Pháo binh: 5 trung đoàn pháo và súng cối, 1 trung đoàn pháo phòng không.
    - Thiết giáp: 2 lữ đoàn xe tăng, 2 tiểu đoàn cơ giới độc lập.

### Quân đội Đức Quốc xã
Mặc dù Rzhev - Vyazma được coi là nền tảng của mặt trận phía Đông của quân đội Đức Quốc xã nhưng đến mùa xuân năm 1943 thì quân đội Đức không còn đủ lực lượng để duy trì "nền tảng" ấy nữa. Các cuộc chiến ở phía Nam mặt trận Xô - Đức trong các chiến dịch tại khu vực Stalingrad, khu vực trung lưu sông Đông đã làm tiêu hao nhiều sinh lực của cả quân Đức và quân đồng minh của nước Đức Quốc xã. Để phục vụ cho Kế hoạch "Thành trì", Bộ Tổng tư lệnh lục quân Đức buộc phải rút quân tại khu vực Rzhev - Vyazma để tăng cường cho cánh quân phía Bắc Kursk. Quân đội Đức Quốc xã đã có 9 biện pháp trong kế hoạch hành quân mang tên "Con Trâu" để chuẩn bị cho việc rút quân từ tháng 2 năm 1943:
- Khảo sát và xây dựng một tuyến phòng thủ mới ở phía sau.
- Thiết lập và đưa vào hoạt động một số cứ điểm phòng thủ
- Chuẩn bị một "vùng trắng" có chiều sâu khoảng 100 km
- Xây dựng 200 km đường cho xe ô tô và 600 km đường cho xe ngựa, xe trượt tuyết.
- Thu gom gia súc, lương thực, cây trồng, công cụ...
- Di dời 60.000 người Nga sang phía Tây.
- Phá hoại 1.000 km đường sắt, 1.300 km đường dây điện thoại, điện báo.
- Rà soát lại các kế hoạch phòng ngự, bố trí lại nhân sự.
- Giữ bí mật và tiến hành nghi binh che giấu các hoạt động rút quân.

Lực lượng của Cụm tập đoàn quân Trung tâm (Đức) phòng ngự tại "chỗ lồi" Rzhev - Vyazma đầu năm 1943 gồm có:
- Tập đoàn quân 9 do Đại tướng Walter Model chỉ huy, thành phần gồm có:
  - Quân đoàn xe tăng 41 của Thượng tướng Thiết giáp Josef Harpe, gồm 1 sư đoàn xe tăng, 1 sư đoàn kỵ binh SS, 1 sư đoàn đổ bộ đường không và 2 sư đoàn bộ binh.
  - Quân đoàn xe tăng 39 của Thượng tướng Pháo binh Robert Martinek, gồm 1 sư đoàn xe tăng, 3 sư đoàn bộ binh.
  - Quân đoàn bộ binh 6 của Thượng tướng Bộ binh Hans Jordan, gồm 4 sư đoàn bộ binh, 1 trung đoàn xe tăng
  - Quân đoàn bộ binh 23 của Trung tướng Johannes Frießner, gồm 2 sư đoàn xe tăng, 3 sư đoàn bộ binh.
- Tập đoàn quân 4 do Đại tướng Gotthard Heinrici chỉ huy, thành phần gồm có:
  - Quân đoàn bộ binh 12 của Thượng tướng Bộ binh Walther Graeßner, gồm 3 sư đoàn bộ binh.
  - Quân đoàn bộ binh 27 của Thượng tướng Bộ binh Walter Weiß, gồm 1 sư đoàn xe tăng, 6 sư đoàn bộ binh.
  - Quân đoàn bộ binh 43 của Thượng tướng Bộ binh Karl von Oven, gồm 1 sư đoàn xe tăng, 3 sư đoàn bộ binh.
- Tập đoàn quân xe tăng 3 do Đại tướng Georg-Hans Reinhardt chỉ huy, thành phần gồm có:
  - Quân đoàn xe tăng 46 của Trung tướng Hans-Karl von Esebeck, gồm 2 sư đoàn xe tăng, 2 sư đoàn bộ binh
  - Quân đoàn xe tăng 56 của Thượng tướng Thiết giáp Ferdinand Schaal, gồm 1 sư đoàn xe tăng, 1 sư đoàn cơ giới, 4 sư đoàn bộ binh.
  - Quân đoàn bộ binh 9 của Thượng tướng Bộ binh Hans Schmidt, gồm 5 sư đoàn bộ binh
  - Quân đoàn bộ binh 20 của Thượng tướng Pháo binh Rudolf Freiherr von Roman, gồm 3 sư đoàn bộ binh.

## Diễn biến

Tình hình mặt trận phía Bắc Rzhev trước chiến dịch (tháng 1 năm 1943)

Trinh sát mặt trận của Phương diện quân Tây và Phương diện quân Kalinin không nắm được kế hoạch rút quân của Cụm tập đoàn quân Trung tâm. Ngày 2 tháng 3, đã xảy ra trận tao ngộ chiến giữa Tập đoàn quân 30 (Phương diện quân Tây) với các sư đoàn bộ binh 87, 206, 251 (Quân đoàn bộ binh 27 (Đức)) tại khu vực Đông bắc Rzhev. Qua khai thác tù binh, Bộ Tư lệnh Phương diện quân Tây mới xác định được chủ lực Tập đoàn quân 9 (Đức) đã khởi hành việc rút khỏi Rzhev từ ngày 1 tháng 3. Cũng với tình trạng đó, khi quân báo Phương diện quân Kalinin phát hiện quân Đức đang di tản khỏi Rzhev thì cuộc rút quân của Tập đoàn quân 9 đã diễn ra trước đó một ngày. Trung tướng V. D. Sokolovsky, tư lệnh mới của Phương diện quân Tây lệnh cho các đơn vị thuộc quyền gấp rút tấn công truy kích và báo cáo tình huống lên Đại bản doanh. Ngày 3 tháng 3 năm 1943, trung tướng M. A. Purkayev, chỉ huy Phương diện quân Kalinin cùng nhận được lệnh chuyển các tập đoàn quân sang tư thế tấn công..
Ngày 3 tháng 3, các cuộc truy kích của Phương diện quân Kalinin diễn ra trên hướng Rzhev. Bùn lầy mùa xuân (raputista) cùng với điều kiện địa hình phức tạp nhiều rừng và đầm lầy cũng như hệ thống chướng ngại vật, các bãi mìn dày đặc của quân Đức trên phòng tuyến phía Bắc và phía Tây Rzhev đã gây nhiều khó khăn cho quân đội Liên Xô. Nhiều mũi truy kích phải chờ đợi công binh gỡ mìn, dọn vật cản mới có thể tiếp tục tấn công với tốc độ hành tiến chỉ 6 đến 7 km/ngày. Do các tập đoàn quân 43 và 50 (Liên Xô) bố trí tại hai bên sườn xa nhất của chỗ lồi Rzhev - Vyazma đã suy yếu, số lượng pháo chỉ có 11 trung đoàn, xe tăng chỉ có 3 lữ đoàn, lại không có kế hoạch tấn công và tích lũy nhiên liệu, đạn dược từ trước nên không thể tạo được các mũi đột kích mạnh và sâu, không thể tấn công vào hậu phương Cụm Tập đoàn quân Trung tâm để bao vây nó.

Lược đồ các tuyến rút quân của Cụm tập đoàn quân Trung tâm (Đức) trong chiến dịch "Con Trâu".

Ngày 3 tháng 3, Tập đoàn quân 39 từ Molodoy Tud tấn công xuống phía Nam, đánh chiếm Olenino ngày 4 tháng 3 và phát triển đến tuyến sông Orsha. Tập đoàn quân 22 cũng mở cuộc tấn công từ khu vực đông Nam Nelidovo tiến sát đến phía bắc Bely. Tại Phương diện quân Tây, Tập đoàn quân 30 đánh chiếm Rzhev ngày 3 tháng 3. Tập đoàn quân 31 từ bàn đạp Zubtsov tấn công Sychyovka. Tập đoàn quân 5 từ Karmanovo tiến ra đánh chiếm Gzhatsk ngày 6 tháng 3. Cùng ngày, Tập đoàn quân 33 đánh chiếm Tokarevo. Các đơn vị chặn hậu của Tập đoàn quân 9 và Tập đoàn quân xe tăng 3 (Đức) cố gắng kìm hãm đà tiến công của hai phương diện quân Liên Xô bằng cách thiết lập tuyến phòng ngự lâm thời tại Bely, Sychyovka, Vyazma nhưng không thành công. Ngày 8 tháng 3, Tập đoàn quân 31 đánh chiếm Sychyovka. Ngày 10 tháng 3, Tập đoàn quân 30 đánh chiếm Nikitinka. Cùng ngày, Tập đoàn quân 41 và Tập đoàn quân 22 phối hợp đánh chiếm Bely và tiến xuống phía Nam. Ngày 12 tháng 3, Tập đoàn quân 33 và Tập đoàn quân 5 phối hợp đánh chiếm Vyazma. Cùng ngày, các tập đoàn quân 49 và 50 từ các khu vực Yukhnov và Mosalsk cũng phát động tấn công dọc theo tuyến sông Ugra và tiến sát đến Đông Bắc Spas-Demensk.
Trong khi truy đuổi quân Đức, các tập đoàn quân Liên Xô đã cố gắng tổ chức các mũi thọc sâu, chủ yếu sử dụng bộ binh nhẹ, bộ binh trượt tuyết và kỵ binh để đột kích vào hai bên sườn các cánh quân Đức đang rút lui. Theo ghi nhận của các tướng lĩnh Đức Quốc xã, từ ngày 5 đến ngày 7 tháng 3 đã có 8 trận tập kích như vậy. Tuy nhiên, do không có pháo binh và xe tăng yểm hộ, các trận tập kích, phục kích của quân đội Liên Xô diễn ra với binh lực thọc sâu mỏng yếu nên không thể tiêu diệt hoặc gây thiệt hại nặng cho các sư đoàn bộ binh Đức được "bao bọc trong những cái kén" được tạo ra bởi các tiểu đoàn xe tăng. Ngược lại, các đội du kích Liên Xô mà tướng Gotthard Heinrici cho rằng đã bị tiêu diệt trong Chiến dịch Hannover hồi đầu mùa hè năm 1942 đã bất thần "sống lại". Trong tháng 3 năm 1943, 11 đội du kích hoạt động trong vùng đã lật đổ 7 đoàn tàu hỏa chở người và phương tiện quân sự của Đức, tiêu diệt hơn 20 toán công binh Đức đặt mìn phá hoại, bảo vệ 18 cây cầu và hơn 800 km đường sắt. Họ cũng tổ chức các trận đánh tập kích, phục kích như quân đội chính quy, gây thương vong cho hàng nghìn binh lính và sĩ quan Đức trên suốt dọc đường rút quân. Một số đơn vị du kích Liên Xô đã thọc sâu về hướng Yartsevo, Yelnya và Smolensk, phá hủy kho tàng, đường sắt, cầu cống và các tuyến dây điện thoại.

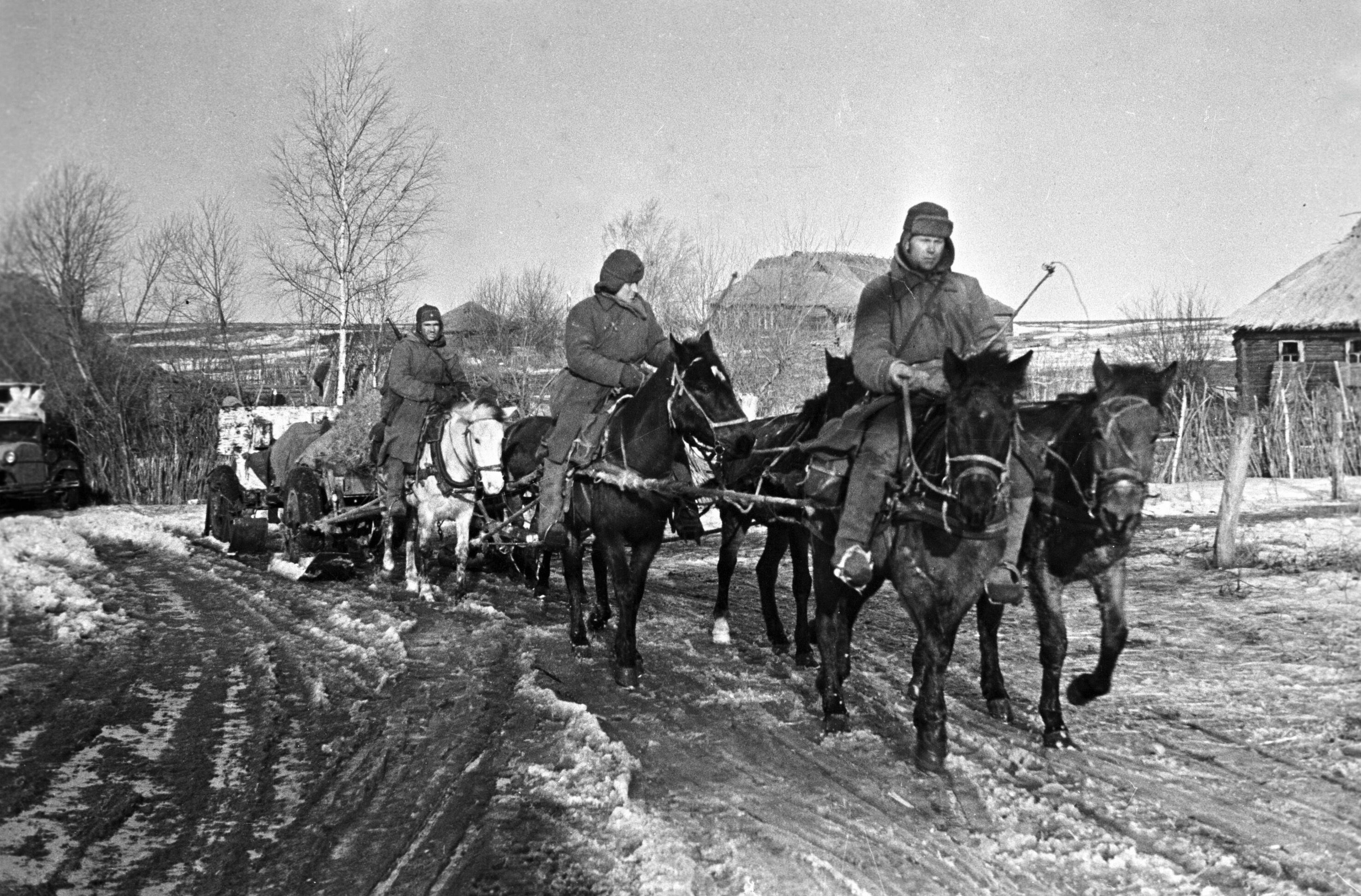
Pháo binh của Sư đoàn bộ binh 144 (Liên X00) di chuyển bằng ngực kéo trên hướng Vyazma, tháng 3 năm 1943

Trong khi đó, quân Đức rút lui theo kế hoạch và có trật tự với tốc độ chậm dần đều và tăng cường chặn kích trên các tuyến rút lui phía sau. Ngày 1 tháng 3, 5 sư đoàn bộ binh và 2 sư đoàn xe tăng của Tập đoàn quân 9 (Đức) ở Rzhev lùi về phía sau 10 km. Ngày 7 tháng 3, 7 sư đoàn nói trên và 3 sư đoàn cánh trái của Tập đoàn quân 9 (Đức) đã rút thêm 35 km. Cùng thời điểm, 7 sư đoàn bộ binh và 5 sư đoàn xe tăng của Tập đoàn quân xe tăng 3 bắt đầu rút khỏi phòng tuyến Gzhatsk - Sychyovka về phía sau 25 km. Ngày 12 tháng 3, đến lượt 1 sư đoàn bộ binh của Tập đoàn quân 9 (Đức) bên cánh trái, 2 sư đoàn xe tăng và 4 sư đoàn bộ binh của Tập đoàn quân 4 (Đức) trên cánh phải lùi về phía sau 10 km đến tuyến Bely - Vyazma. Ngày 20 tháng 3, các sư đoàn Đức bắt đầu gia tăng sức kháng cự khi còn cách tuyến phòng ngự cuối cùng 12 km. Ngày 22 tháng 3, các tập đoàn quân 9, xe tăng 3 và cánh Bắc của Tập đoàn quân 4 (Đức) chặn đánh quyết liệt quân đội Liên Xô trên tuyến phòng thủ mới từ Demidov qua Ripshevo, Dukhovshchina, Yartsevo, Safonovo, Dorogobuzh, Yelnya, Spas-Demensk đến Milyatino. Do tiếp tục áp dụng chiến thuật truy kích nên các tướng V. D. Sokolovsky và M. A. Purkayev (Liên Xô) đã dàn đều quân trên toàn bộ chính diện mặt trận. Trong số 9 tập đoàn quân tấn công theo hướng chung đến Yartsevo và Dukhovshchina, không thể thấy được đâu là cánh quân đột kích chủ yếu. Việc áp dụng chiến thuật "đánh bóc vỏ" đã làm cho các tập đoàn quân Liên Xô không thể đột phá qua tuyến phòng thủ của quân Đức trong suốt một tuần giao chiến. Ngày 31 tháng 3 năm 1943, Đại bản doanh Bộ Tổng tư lệnh tối cao Liên Xô lệnh cho các Phương diện quân Tây và Kalinin ngừng tiến công, chuyển sang tư thế phòng ngự.

## Kết quả và đánh giá
Sau chiến dịch, quân đội Liên Xô đã hoàn toàn xóa bỏ chỗ lồi Rzhev-Vyazma, đẩy trận tuyến ra xa khỏi thủ đô Moskva 130-160 cây số, giải phóng các thành phố quan trọng như Rzhev, Gzhatsk, Sychyovka, Bely, Vyazma. Tuy nhiên, những thành phố này, trải qua hàng trăm trận đánh và hàng chục chiến dịch lớn nhỏ, hầu hết chỉ còn lại những tòa nhà đổ nát và những đống gạch vụn.
Như các chiến dịch trước đó,trên khu vực Rzhev-Vyazma, quân đội Liên Xô vẫn tiếp tục chịu những thiệt hại nặng hơn. Tại chiến dịch này, tỷ lệ số người chết của quân đội Liên Xô lên đến 12,7%, cao hơn Chiến dịch Sao Hỏa và Chiến dịch phản công chiến lược Rzhev-Sychyovka. Trong đó, có đến hơn 30% số thương vong là do mìn và chất nổ của quân Đức cài lại gây ra. Đây là bài học rất lớn cho quân đội Liên Xô khi chiếm lại những khu vực do quân Đức chủ động rút lui bỏ lại.
Chiến dịch tấn công Rzhev-Vyazma (1943) cũng như Chiến dịch Sao Hỏa đều dược tổ chức một cách vội vàng. Một số chỉ huy Liên Xô đã xuất hiện tư tưởng "lạc quan tếu". Họ cho rằng, sau thắng lợi của quân đội Liên Xô trên Mặt trận Stalingrad, quân đội Liên Xô có thể dễ dàng đánh đuổi quân Đức xâm lược ra khỏi đất nước của họ giống như những gì đã đạt được trong mùa đông 1942-1943. Trên thực tế, quân Đức vẫn còn nhiều nguồn lực dự trữ được huy động từ nước Đức và các nước chư hầu của Đức để mưu tính phục thù cho trận Stalingrad. Trong bức điện số 95 ngày 1 tháng 4 gửi các phương diện quân Tây và Kalinin, Tổng tư lệnh tối cao I. V. Stalin cảnh báo rằng: "thắng lợi của các đồng chí tuy to lớn nhưng thực chất, các đồng chí vẫn chưa hoàn thành nhiệm vụ đặt ra. Các đồng chí vẫn chỉ có thể đuổi theo quân Đức chứ chưa tiêu diệt được chúng."
Trước đó, trong bản nhật lệnh nhân ngày 23 tháng 2 năm 1943, ngày truyền thống của quân đội và hải quân Liên Xô, Đại bản doanh Bộ Tổng tư lệnh tối cao Liên Xô cũng vạch rõ:
| “                                | Sau 20 tháng chiến tranh, Hồng quân đã trở thành một quân đội chính quy hơn. Nó đã học được cách đánh địch chắc thắng, tính đến mặt yếu và mặt mạnh của địch theo đúng yêu cầu của khoa học quân sự hiện đại. Nhưng như vậy không có nghĩa là quân đội của Hitler đã đến ngày tận số và Hồng quân chỉ còn việc đuổi đánh chúng đến biên giới phía Tây Liên Xô, Suy nghĩ như vậy là tự lừa dối mình một cách ngu ngốc và nguy hiểm... Quân Đức thua trận nhưng chưa bị đánh cho thất bại hẳn. Nó đang trải qua cuộc khủng hoảng do các cuộc tấn công của Hồng quân nhưng điều đó chưa có nghĩa là nó không thể phục hồi... Thật là ngu ngốc nếu cho rằng bọn Đức sẽ bỏ lại đất đai của ta, dù chỉ một ki lô mét mà không chiến đấu gì cả | ” |
| — Thay mặt STAVKA: I. V. Stalin. | |   |

Những nhận xét có phần nặng nề nhưng có tính tổng kết và phòng ngừa cao đó dành cho các chỉ huy Liên Xô trong các chiến dịch không thành công tại khu vực Rzhev - Vyazma nói riêng và một số khu vực khác của mặt trận Xô-Đức nói chung. Đáng tiếc, nó đã không được các tướng lĩnh chỉ huy của Phương diện quân Tây, Phương diện quân Kalinin và Phương diện quân Tây Nam (trong Chiến dịch "Bước nhảy vọt" trước đó) coi trọng. Sau chiến dịch thu hồi khu vực Rzhev - Vyazma, thượng tướng M. A. Purkayev được điều sang Viễn Đông, tướng A. I. Yeryomenko nhận trách nhiệm chỉ huy Phương diện quân Kalinin. Tướng V. D. Sokolovsky vẫn được giữ lại làm tư lệnh Phương diện quân Tây.
Ngược lại, cuộc hành quân "Con Trâu" của Cụm tập đoàn quân Trung tâm (Đức) được coi là thành công với những thiệt hại được cho là tất yếu trong quá trình rút quân. Mặc dù bị đẩy xa mục tiêu ban đầu (Moskva) thêm 130 đến 160 km nhưng quân Đức đã thu hẹp tuyến mặt trận từ gần 750 km xuống còn hơn 300 km. Nhờ đó, Bộ Tổng tư lệnh tối cao quân đội Đức Quốc xã rút ra được 16 sư đoàn trong đó có 4 sư đoàn xe tăng và 1 sư đoàn cơ giới để góp quân hình thành cánh phía Bắc của quân Đức tại vòng cung Kursk trong quá trình chuẩn bị thực hiện Kế hoạch Thành trì. Tuy nhiên, nếu xét toàn cục mặt trận Xô-Đức thì dù một số sử gia Đức cho rằng "quân đội Đức Quốc xã ở khu vực Rzhev - Vyazma là bất khả chiến bại" thì thắng lợi đó cũng chỉ có tính chiến thuật. Việc phải từ bỏ "nền tảng của mặt trận phía Đông" chính là một thất bại có tính chiến lược của quân đội Đức Quốc xã. Thượng tướng xe tăng, tổng thanh tra các lực lượng xe tăng Đức Quốc xã Heinz Guderian đã có lý khi đặt vấn đề nghi ngại với Hitler về việc bỏ "chỗ lồi" Rzhev - Vyazma để đem quân đánh chiếm một "mẩu đất" ở Kursk là nơi mà cả địa cầu này không ai cần biết đến nó.